# Armory Show

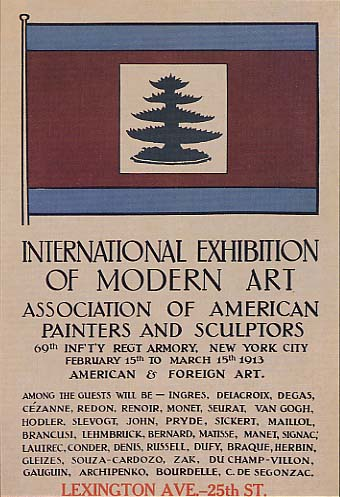
Poster dellArmory Show (1913)

L'Armory Show, anche conosciuta come International Exhibition of Modern Art, fu una mostra d'arte tenuta alla 69th Regiment Armory di New York dal 17 febbraio al 15 marzo 1913. Prima grande mostra d'arte moderna negli USA, l'Armory Show vanta un ruolo importante nella storia dell'arte americana in quanto permise al pubblico statunitense, fino a quel momento abituato al realismo, di entrare in contatto l'avanguardia dei fauve, dei cubisti e degli impressionisti. L'esposizione funse da catalizzatore agli artisti statunitensi, che divennero più indipendenti e iniziarono a maturare un "linguaggio artistico" personale. La mostra fu successivamente riproposta alla Copley Society of Art di Boston e all'Art Institute di Chicago.

## Storia

### Le origini
Il 14 dicembre 1911 fu organizzata alla Madison Gallery di New York una prima riunione di quella che sarebbe diventata l'Association of American Painters and Sculptors (AAPS). All'incontro, a cui parteciparono gli artisti progressisti Henry Fitch Taylor, Jerome Myers, Elmer Livingston MacRae e Walt Kuhn, si parlò dell'arte contemporanea negli Stati Uniti e le possibilità di tenere mostre a cui avrebbero partecipato al contempo artisti americani e stranieri. Nel gennaio del 1912, Walt Kuhn, Walter Pach e Arthur B. Davies si riunirono insieme a oltre venti dei loro colleghi per ingrandire il numero dei membri della neonata AAPS. Secondo le loro intenzioni, l'organizzazione doveva "condurre il gusto del pubblico nell'arte, piuttosto che seguirlo". Altri membri fondatori dell'AAPS comprendevano D. Putnam Brinley, Gutzon Borglum, John Frederick Mowbray-Clarke, Leon Dabo, William Glackens, Ernest Lawson, Jonas Lie, George Luks, Karl Anderson, James Earle Fraser, Allen Tucker e Julian Alden Weir. L'AAPS tentò di permettere ai giovani artisti di promuoversi al di fuori dei confini accademici imposti dalla National Academy of Design e di far conoscere le espressioni artistiche emergenti al pubblico americano. Davies fu eletto presidente dell'organizzazione e Kuhn ne divenne il segretario.
I membri dell'AAPS trascorsero più di un anno a pianificare il loro ambizioso progetto e, durante la primavera del 1912, decisero che l'ubicazione della mostra sarebbe dovuta essere la 69th Regiment Armory di New York, che affittarono per 5.000 dollari. Vennero inoltre spesi altri 500 dollari per il personale dell'esposizione. Fu inoltre confermato che la mostra sarebbe poi sbarcata a Chicago e Boston. Una volta assicurato lo spazio, l'AAPS selezionò le opere di artisti d'avanguardia europei, la maggior parte delle quali non era mai stata vista da un pubblico americano. Nel settembre del 1912, Kuhn partì alla volta dell'Europa, talvolta contraendo prestiti, per vedere in prima persona le opere di gallerie, collezioni e atelier in varie città inglesi, tedesche, olandesi e francesi. Mentre era a Parigi, Kuhn incontrò Walter Pach, che era un profondo conoscitore della scena artistica locale ed amico di Marcel Duchamp ed Henri Matisse. Dopo averli raggiunti nel mese di novembre del 1912, Davies si assicurò tre dipinti che sarebbero diventati fra i più famosi e polarizzanti dell'Armory Show: Nudo blu, ricordo di Biskra (1907) e Madras rouge (1907) di Matisse e Nudo che scende le scale n. 2 (1912) di Duchamp. Quando Kuhn e Davies tornarono a New York nel dicembre dello stesso anno, invitarono tutti gli artisti statunitensi a partecipare al futuro evento.
Pach era l'unico artista statunitense strettamente affiliato al gruppo della Section d'Or, che includeva Albert Gleizes, Jean Metzinger, Marcel Duchamp e alcuni dei suoi fratelli fra cui Raymond Duchamp-Villon e Jacques Villon. Pach era colui che si assumeva la responsabilità di ottenere prestiti da questi pittori per tenere l'Armory Show. La maggior parte degli artisti parigini che inviarono le loro opere all'Armory Show infatti conoscevano personalmente l'artista americano.

### La mostra a New York

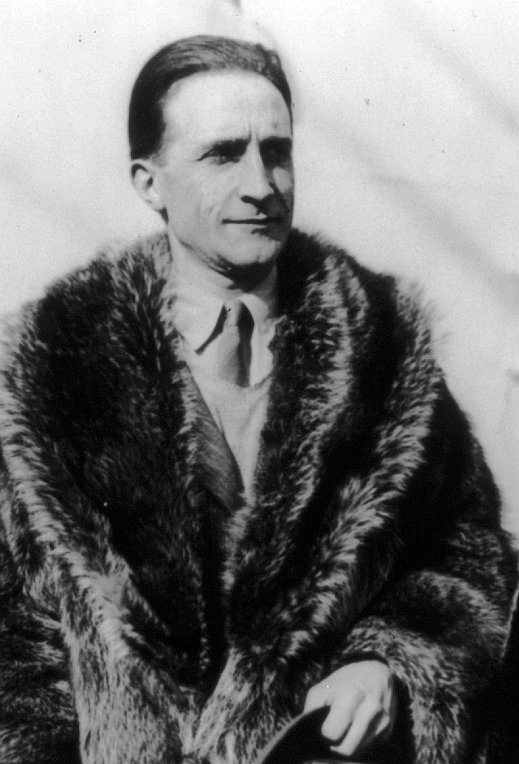
Marcel Duchamp (1927)

L'Armory Show fu l'unica mostra organizzata dall'AAPS. Durante la rassegna vennero esposti circa 1.300 dipinti e sculture impressioniste, fauviste e cubiste di oltre 300 artisti d'avanguardia europei e nordamericani. L'esibizione fu ampiamente pubblicizzata e promossa con la diffusione di cartoline a mezzatinta che illustravano 57 opere ivi presentate. La mostra e le opere in essa contenute furono pesantemente criticate e accusate di ciarlataneria, follia, immoralità e anarchia e talvolta considerate un insulto o una presa in giro nel mondo dell'arte. I riscontri negativi della mostra furono tali che l'ex presidente degli Stati Uniti Theodore Roosevelt giunse a dichiarare che quella dell'Armory Show non fosse arte. Tuttavia, la rassegna proseguì senza interruzioni o imprevisti.
L'opera che generò maggiore scandalo fu probabilmente Nudo che scende le scale n. 2 di Duchamp, il cui stile cubista/futurista è il risultato di una sovrapposizione di immagini che suggeriscono un senso di dinamismo. Il critico Julian Street affermò che l'opera somiglia a "un'esplosione in una fabbrica di tegole". Vari fumettisti schernirono il dipinto mentre Gutzon Borglum, organizzatore dell'Armory Show che però revocò la sua partecipazione all'evento, battezzò ironicamente l'opera dell'artista francese "Una scala che scende un nudo" (A staircase descending a nude). Il giornalista del New York Evening Sun J.F. Griswold soprannominò il dipinto The rude descending a staircase (Rush hour in the subway) ("il volgare che scende le scale - Ora di punta nella metropolitana"). Il dipinto verrà acquistato all'Armory Show da un uomo di San Francisco di nome Fredric C. Torrey.
Una delle opere esibite all'Armory Show, Vista del Domaine Saint-Joseph (ca. 1880) di Paul Cézanne, che verrà acquisita dal Metropolitan Museum of Art, fu il primo dipinto dell'artista francese ad entrare nella collezione di un museo statunitense. Sebbene Cézanne fosse già considerato un maestro affermato fra le nuove leve artistiche statunitensi, ciò segnò un'integrazione del modernismo nei musei di New York.
Il fratello di Duchamp, che adottò il nom de guerre Jacques Villon, vendette tutte le sue acqueforti cubiste e riuscì a guadagnarsi la stima dei collezionisti di New York che lo finanziarono nei decenni successivi.

### Le mostre di Chicago e Boston

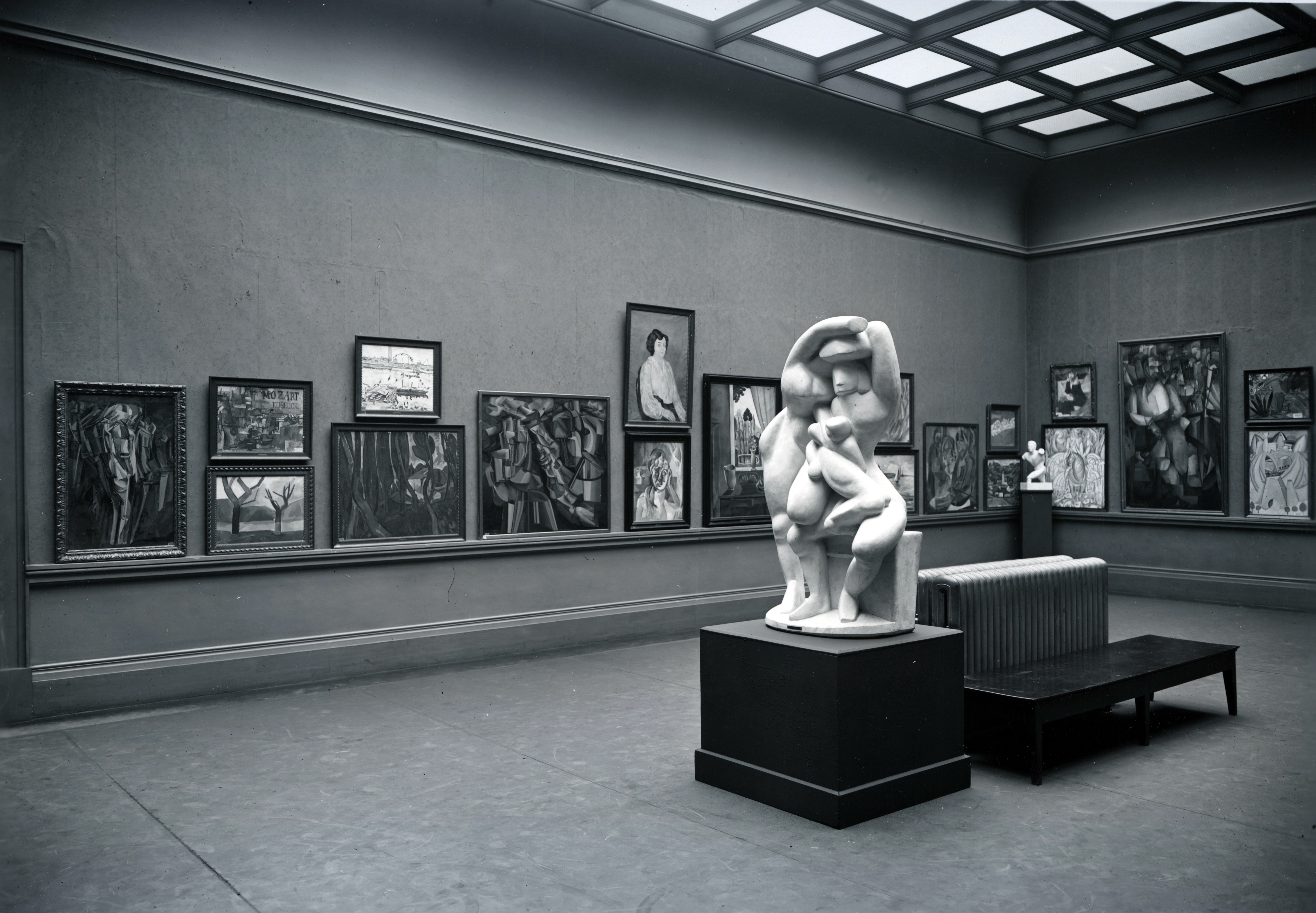
La sala dell'arte cubista presso l'Art Institute di Chicago (1913).

La mostra fu anche tenuta all'Art Institute di Chicago e alla Copley Society of Art di Boston, dove, a causa della mancanza di spazio, fu rimosso tutto il lavoro degli artisti americani. L'esposizione di Chicago generò uno scandalo tale da allarmare gli enti governativi locali. Un giornale chicagoano recava il titolo: L'arte cubista sarà indagata; Investigatori legislativi dell'Illinois sondano il decadimento morale dell'arte pubblicizzata:
(Ottumwa Tri-Weekly Courier, Iowa, 3 aprile 1913)